# Union communiste ouvrière d'Allemagne
 (avril 2018).
Si vous disposez d'ouvrages ou d'articles de référence ou si vous connaissez des sites web de qualité traitant du thème abordé ici, merci de compléter l'article en donnant les références utiles à sa vérifiabilité et en les liant à la section « Notes et références ».
L'Union communiste ouvrière d'Allemagne (en allemand : Kommunistische Arbeiter-Union Deutschlands, KAUD) est une organisation conseilliste allemande fondée le 24 décembre 1931 et issue de la réunification de l'Union générale des travailleurs d'Allemagne (AAUD) et l'Union générale des travailleurs d'Allemagne - Organisation unitaire (AAUD-E).
L'Union communiste ouvrière d'Allemagne (KAUD) regroupe 400 militants, et publie la revue Der Kampfruf. La KAUD disparaît en 1934, les militants se dispersant alors en une série de groupuscules clandestins.